# Cruiser Mk IV
Крейсерський танк, Модель 4 (англ. Cruiser, Mark IV),A13 Mk.II — британський крейсерський танк 1930-х років, середній по масі. Створено в 1938 як подальший розвиток конструкції танка Mk III. У ході серійного виробництва в 1938–1939 було випущено 655 танків цього типу. Танк відрізнявся незадовільною надійністю і слабким бронюванням, але попри це став першим порівняно боєздатним і масовим британським крейсерським танком. Mk IV використовували в ході Французької та Північноафриканської кампаній, аж до заміни сучаснішими зразками та зняття з озброєння 1942 року.
Фірма Naffild розпочала виробництво крейсерського танка Mk.IV після завершення виробництва Mk.III, розпочатого 1938 року. Деякі Mk.III довели до стандарту Mk.IV встановивши додаткове бронювання й отримали той же зовнішній вигляд, виключаючи маску гармати колишнього зразка. Позначення Mk.IVA отримала наступна серійна модифікація, що мала кулемет Besa замість Vickers. Також існував Mk.IVCS з 3,7 "(94-мм) гаубицею замість 2-фунтової гармати. Тільки невелику частину машин зроблено в такому варіанті. Частина машин мала бронекожух для гарматної установки, на інших — маску гармати оточувала бронекоробка. Загальний випуск крейсерських танків серії Mk.IV досяг 655 машин. Додаткові замовлення на них надійшли в 1939-40 рр.. LMS, Leyland і English Electrick (200).
Крейсерські танки Mk.IV навесні 1940 р. були включені до складу 1-й БТД і в травні відправлені до Франції. Найбільшою бойовою операцією, в якій їм довелося брати участь, було наступ біля Абвіля 27 травня 1940 року. Тоді англійці втратили 65 крейсерських танків усіх типів, зокрема Mk.IV. За німецькими оцінками за 40 днів бойових дій дивізія безповоротно втратила 65 танків Mk.IV. Частину машин німці захопили в непошкодженому стані й того ж року випробовували їх на полігоні в Куммерсдорфі. У 1941 р. дев'ять трофейних крейсерських танків Mk.IV переобладнали в вогнеметні й створили з них окрему роту (англ. Beutepanzer Kompanie) у складі 100-го вогнеметного танкового батальйону. У червні-липні 1941 р. вони брали участь у боях на Східному фронті і були повністю знищені.
Останній факт бойового застосування Mk.IV сягає зими 1941–1942 рр.., коли крейсерські танки брали участь в оборонних боях у Західній Пустелі у складі 7-й БТД.

## Проєктування та розробка
Британія зацікавилася швидкими танками після спостереження за радянськими танками БТ протягом 1936 на маневрах Червоної Армії. БТ був заснований на революційній конструкції американського J. Walter Крісті, і тому команду Morris Motors направили в США для покупки одного з танків Крісті, а також права на будівництва більшої кількості. Танк став отримав назву A13E1, і його поставили в кінці 1936 року. Однак, корпус був занадто малий, і це привело до появи другого британського вбудованого прототипу.
A13E2 побудували, щоб встановити башту Vickers, розроблену в Cruiser Танк MkI (A9). Це здійснюється через 40 мм 2-фунтову протитанкову рушницю і коаксіальний, із водяним охолодженням кулемет Vickers 303. Привід з живленням також переглянули. Використали кращі треки, із заднім розміщенням зірочки диска, на випробуваннях понад 40 миль/год було досягнуто на цих треках, але пізніше швидкість регулюється до 30 миль/год. Бронювання на основі A13E2 15 мм.

## Модифікації
- Tank, Cruiser, Mark IV— базовий варіант
- Tank, Cruiser, Mark IVA— варіант з 7,92-мм кулеметом BESA замість 7,7-мм Важкий кулемет «Віккерс»
- Tank, Cruiser, Mark IVCS — варіант «безпосередньої підтримки» (англ. Close Support) з 94-мм гаубицею замість гармати
- 65 Mk III — збудований 1939 Nuffield (деякі перетворено в Mk IV)
- 225-665 Mk IV і MkIVA — збудований 1939-41 по Nuffield, Leyland, English Electric та LMS.
- Mk IV CS — не побудували
- MKV — повний ре-дизайн по LMS залізниці, A13, Cruiser Танк MkV Covenanter

## Використовувався
- Велика Британія
- Третій Рейх — не менше, ніж 15 трофейних танків